# Anne-Marie Taigi
Anne-Marie Taïgi, née le 29 mai 1769 à Sienne, et morte le 9 juin 1837 à Rome, est une tertiaire italienne de l'Ordre des Trinitaires, mère de famille et mystique. Elle est reconnue bienheureuse par l'Église catholique.

## Biographie
Anna Maria Gianneti est née à Sienne, ville du Grand-duché de Toscane dans une famille aisée. Son père, pharmacien, fait faillite ; la famille déménage à Rome où son père trouve un emploi de domestique.
De 1774 à 1776, elle fréquente une école tenue par les sœurs Pieuses Maîtresses Filippini. Après l'obtention de son diplôme, elle travaille comme domestique pour aider à subvenir aux besoins de sa famille.
Le 7 janvier 1789, à l’âge de vingt ans, elle épouse Dominique Taigi, valet au palais Chigi. Elle met au monde sept enfants, dont trois meurent en bas âge.
Avec l'accord de son époux, elle intègre l'Ordre des Trinitaires le 26 décembre 1802, tout en vaquant à son foyer. Elle apporte son aide aux pauvres, qu'elle reçoit souvent chez elle, et visite les malades des hôpitaux.
Anna Maria pouvant connaître la conscience d'une personne et ayant le don de précognition, elle recevait de nombreux visiteurs. Elle a toujours refusé toute aide matérielle ou pécuniaire.
Jusqu’à sa mort elle a eu à supporter sous son toit un époux colérique et très strict ainsi qu'une belle mère au caractère difficile, sans jamais se plaindre.
Elle meurt le 9 juin 1837, à 68 ans. Plusieurs fois transféré, son corps, incorruptible jusqu'en 1920, repose à Rome dans la Basilique San Crisogono.

## Charismes

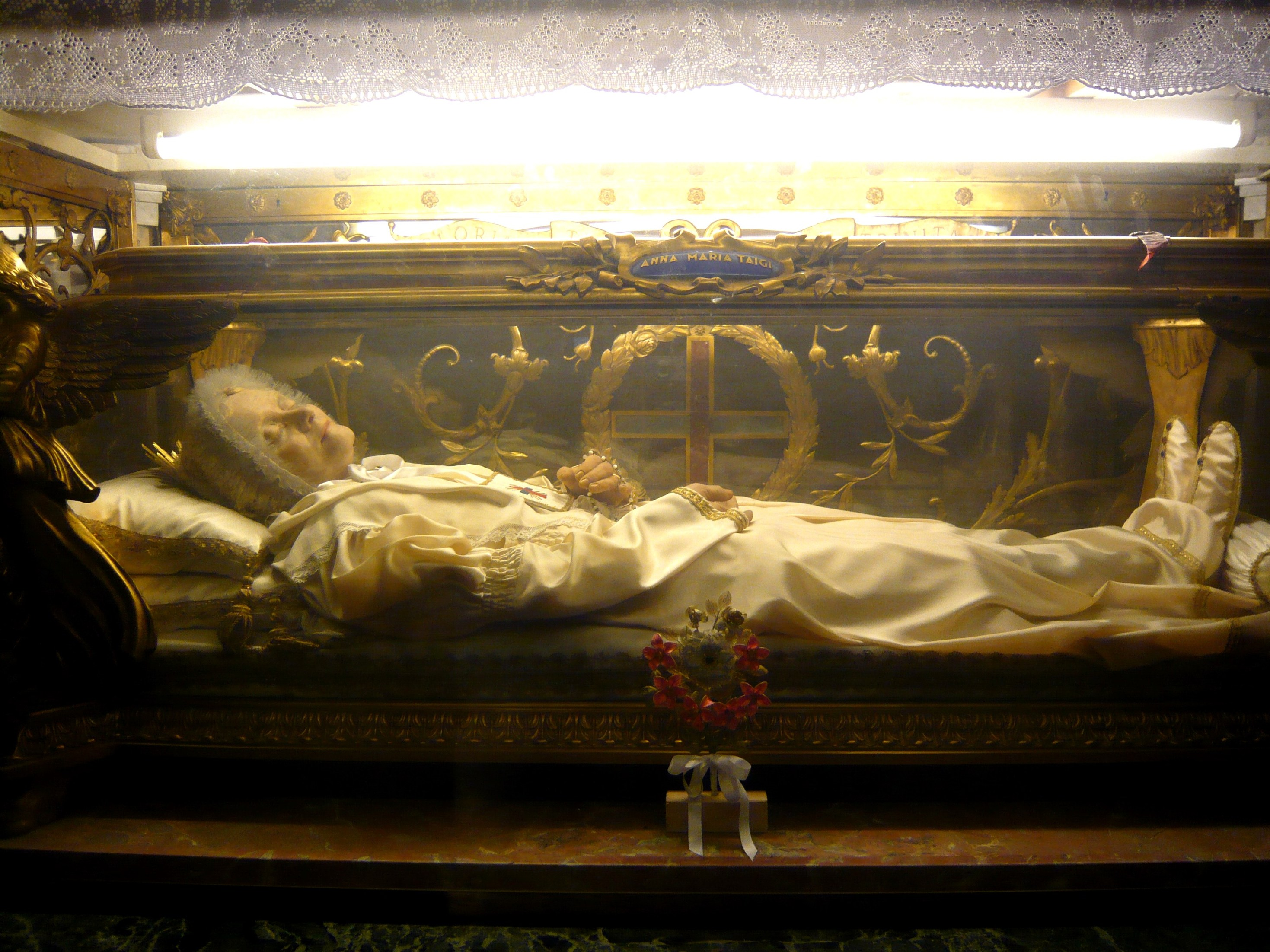
Sanctuaire d'Anne-Marie Taigi, Basilique San Crisogono.

Elle possède des dons mystiques (extases, stigmates) et des dons de guérison. La duchesse Marie-Louise d'Étrurie, qui souffrait de crises d'épilepsie, a été guérie grâce à son intercession.

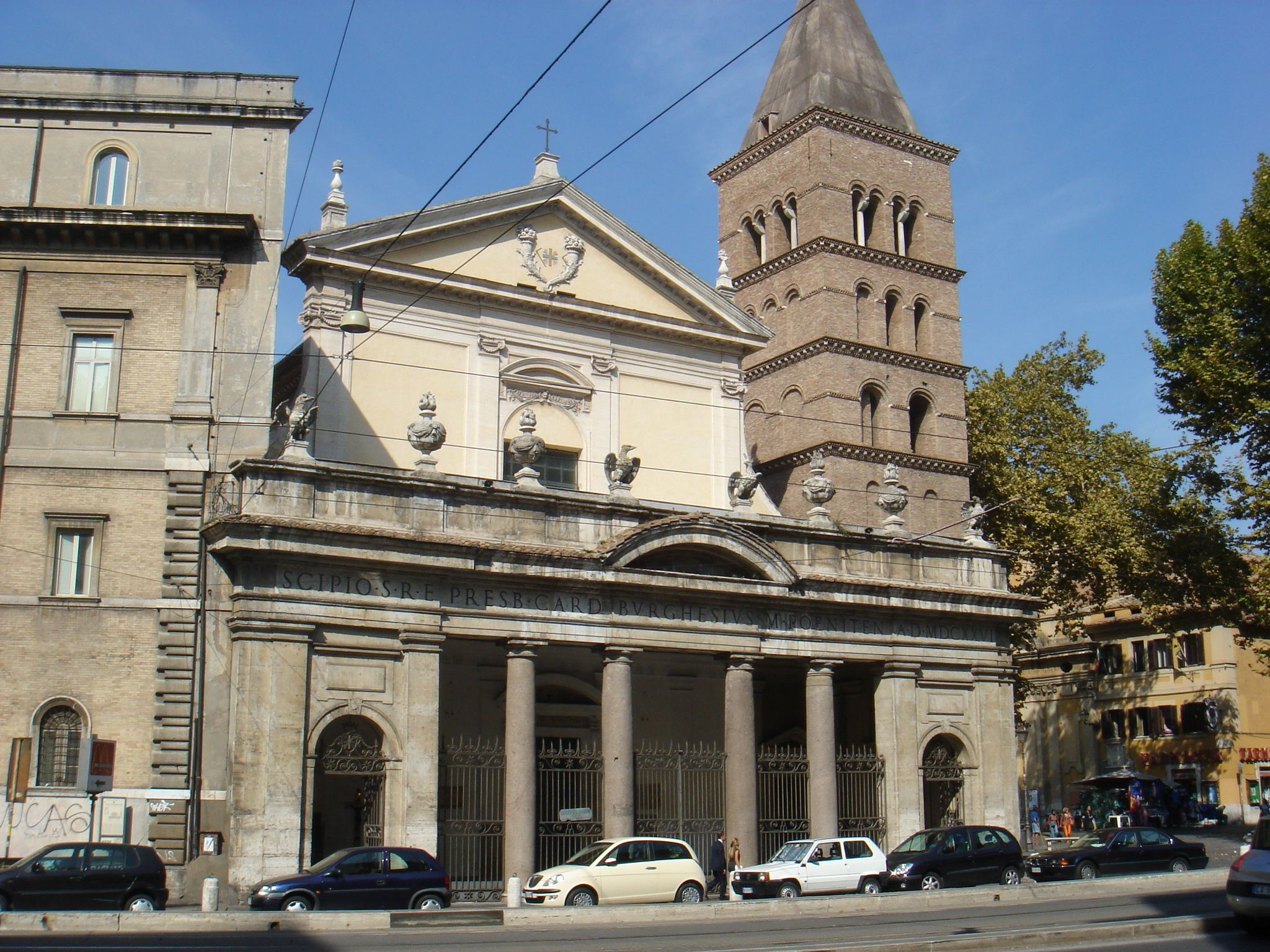
Basilique San Crisogono à Rome.

Elle est célèbre pour avoir, pendant 47 ans, de 1790 à sa mort, eu un globe lumineux couronné d'épines, tel un soleil miniature, suspendu constamment à un mètre de son visage, en surplomb d'environ vingt-cinq centimètres. Sur ce globe, elle voyait les événements passés et futurs, et l'état des âmes des vivants et des morts,,.

## Prophétie des «Trois jours de ténèbres»
Certains considèrent Anna Maria Taigi à l'origine de la prophétie des "Trois jours de ténèbres" généralement attribuée au Padre Pio, confirmée plus tard par d'autres mystiques catholiques, dont sainte Faustine Kowalska (1905-1938),.
« Dieu enverra deux châtiments : l'un sera sous forme de guerres, de révolutions et d'autres maux ; il proviendra de la terre. L'autre sera envoyé du Ciel. L'immense obscurité viendra sur la Terre, qui durera trois jours et trois nuits. Rien ne sera visible et l'air sera nocif et pestilentiel et causera des dommages, mais pas exclusivement aux ennemis de la Religion. Pendant ces trois jours, la lumière artificielle sera impossible ; seules les bougies bénies brûleront. Durant de tels jours de désarroi, les fidèles devront rester chez eux pour réciter le Rosaire et demander miséricorde à Dieu... Tous les ennemis de l'église (visibles et inconnus) périront sur Terre pendant cette obscurité universelle, à l'exception seulement de quelques-uns qui se convertiront... L'air sera infesté de démons qui apparaîtront sous toutes sortes de formes hideuses. [...] Après les trois jours de ténèbres, saint Pierre et saint Paul... désigneront un nouveau pape... Alors le christianisme se répandra dans le monde. [...] »

## Béatification
Déclarée Vénérable le 4 mars 1906, Anne-Marie Taïgi est béatifiée par le pape Benoît XV le 30 mai 1920. Sa fête est fixée au 9 juin.